# Arrondissement d'Emmendingen
L'arrondissement d'Emmendingen est un arrondissement  ("Landkreis" en allemand) de Bade-Wurtemberg  (Allemagne) situé dans le district ("Regierungsbezirk" en allemand) de Fribourg-en-Brisgau. 
Son chef lieu est Emmendingen.

## Tableau Général des Communes
| Unité Territoriale       | Statut                        | Nbre Quartiers Ortsteile/Stadtteile | Bourgmestre (Parti)           | Code Postal    | Indicatif Téléphonique | Code Plaque Minéralogique | Superficie | Population | Date population | Densité |
| ------------------------ | ----------------------------- | ----------------------------------- | ----------------------------- | -------------- | ---------------------- | ------------------------- | ---------- | ---------- | --------------- | ------- |
| Bahlingen am Kaiserstuhl | Commune                       | 3                                   | Harald Lotis                  | 79353          | +49-07663              | EM                        | 12,66 km²  | 4 275      | 31/12/2015      | 337,68  |
| Biederbach               | Commune                       | 1                                   | Josef Ruf                     | 79215          | +49-07682              | EM                        | 31,36 km²  | 1 763      | 31/12/2015      | 56,22   |
| Denzlingen               | Commune                       | 1                                   | Markus Holleman (ÖDP)         | 79211 et 79312 | +49-07666              | EM                        | 16,95 km²  | 13 498     | 31/12/2015      | 796,34  |
| Elzach                   | Ville                         | 4                                   | Roland Tibi                   | 79215          | +49-07682              | EM                        | 75,28 km²  | 7 161      | 31/12/2015      | 95,12   |
| Emmendingen              | Grande Ville d'Arrondissement | 6                                   | Stefan Schlatterer (CDU)      | 79312          | +49-07641              | EM                        | 33,79 km²  | 27 383     | 31/12/2015      | 810,39  |
| Endingen am Kaiserstuhl  | Ville                         | 4                                   | Hans-Joachim Schwarz (CDU)    | 79346          | +49-07642              | EM                        | 26,71 km²  | 9 225      | 31/12/2015      | 345,38  |
| Forchheim                | Commune                       | 1                                   | Johann Gerber                 | 79362          | +49-07642              | EM                        | 10,78 km²  | 1 442      | 31/12/2015      | 133,77  |
| Freiamt                  | Commune                       | 5                                   | Hannelore Reinbold-Mench      | 79348          | +49-07645              | EM                        | 52,92 km²  | 4 169      | 31/12/2015      | 78,78   |
| Gutach im Breisgau       | Commune                       | 3                                   | Urban Singler                 | 79261          | +49-07681 et +49-07685 | EM                        | 24,77 km²  | 4 344      | 31/12/2015      | 175,37  |
| Herbolzheim              | Ville                         | 5                                   | Ernst Schilling               | 79336          | +49-07643              | EM                        | 35,47 km²  | 10 738     | 31/12/2015      | 302,73  |
| Kenzingen                | Commune                       | 4                                   | Matthias Guderjan             | 79341          | +49-07644              | EM                        | 36,93 km²  | 9 752      | 31/12/2015      | 264,07  |
| Malterdingen             | Commune                       | 1                                   | Hartwig Bußhardt (SPD)        | 79364          | +49-07644              | EM                        | 11,14 km²  | 3 162      | 31/12/2015      | 283,84  |
| Reute                    | Commune                       | 2                                   | Michael Schlegel              | 79276          | +49-07641              | EM                        | 4,79 km²   | 2 926      | 31/12/2015      | 610,86  |
| Rheinhausen              | Commune                       | 2                                   | Jürgen Louis                  | 79365          | +49-07643              | EM                        | 22,00 km²  | 3 727      | 31/12/2015      | 169,41  |
| Riegel am Kaiserstuhl    | Commune                       | 1                                   | Markus Jablonski              | 79359          | +49-07642              | EM                        | 18,34 km²  | 3 861      | 31/12/2015      | 210,52  |
| Sasbach am Kaiserstuhl   | Commune                       | 3                                   | Jürgen Scheiding              | 79361          | +49-07642 et +49-07662 | EM                        | 20,77 km²  | 3 383      | 31/12/2015      | 162,88  |
| Sexau                    | Commune                       | 1                                   | Michael Goby                  | 79350          | +49-07641              | EM                        | 16,30 km²  | 3 303      | 31/12/2015      | 202,64  |
| Simonswald               | Commune                       | 5                                   | Stefan Schonefeld             | 79263 et 79271 | +49-07683              | EM                        | 74,31 km²  | 3 116      | 31/12/2015      | 41,93   |
| Teningen                 | Commune                       | 4                                   | Heinz-Rudolf Hagenacker (CDU) | 79312 et 79331 | +49-07641 et +49-07663 | EM                        | 40,27 km²  | 11 696     | 31/12/2015      | 290,44  |
| Vörstetten               | Commune                       | 2                                   | Lars Brügner                  | 79277 et 79279 | +49-07666              | EM                        | 7,89 km²   | 2 985      | 31/12/2015      | 378,33  |
| Waldkirch                | Ville-Arrondissement          | 5                                   | Roman Götzmann (SPD)          | 79183          | +49-07681              | EM                        | 48,47 km²  | 21 561     | 31/12/2015      | 444,83  |
| Weisweil                 | Commune                       | 1                                   | Michael Baumann               | 79367          | +49-07646              | EM                        | 19,09 km²  | 2 066      | 31/12/2015      | 108,22  |
| Winden im Elztal         | Commune                       | 2                                   | Klaus Hämmerle                | 79297          | +49-07682 et +49-07685 | EM                        | 21,96 km²  | 2 860      | 31/12/2015      | 130,24  |
| Wyhl am Kaiserstuhl      | Commune                       | 3                                   | Georg Eble                    | 79793          | +49-07746              | WT                        | 16,95 km²  | 3 686      | 31/12/2015      | 217,46  |
| Emmendingen              | 24 Communes                   |                                     |                               |                |                        |                           | 679,90 km² | 162 082    | 31/12/2015      | 238,39  |